# Operatie Saxifrage
Operatie Saxifrage was de codenaam voor een SAS-operatie in Italië. 

## Geschiedenis
De operatie vond plaats in december 1943 en werd uitgevoerd door vier teams van het 2e SAS-bataljon. Doel van de operatie was het vernietigen van de spoorlijn tussen Ancona en Pescara. De manschappen werden door een torpedobootjager in de omgeving van San Benedetto del Tronto aan land gezet. Al snel konden ze de explosieven op diverse plaatsen langs de spoorlijn aanbrengen en opblazen. De spoorlijn werd hierbij zwaar beschadigd.